# 居木神社
居木神社（いるぎじんしゃ、ゐるぎじんじゃ）は、東京都品川区大崎にある神社。

## 由緒
創建に関しては明らかになっていないが、江戸時代初期には目黒川のゆるぎ橋（現在の居木橋）付近にあったといわれている。川の近くにあったため風水害の被害を受けやすく、村民らによって現在の地に遷座されたという。それと同時に神社付近に人々も移り住み、新しい村づくりがなされたといわれている。かつては隣の観音寺が別当寺だった。
言い伝えによると当初は「雉子ノ宮」と称していたが、現在地に遷座される際に村内の貴船明神、春日明神、子権現、稲荷明神もあわせて祀ったので「五社明神」とも称した。1872年（明治5年）に現在の居木神社となり、村社となり、村内の稲荷神社、川上神社、本邨神社が合祀された。1930年（昭和5年）に社殿が新築されたが、1945年（昭和20年）に第二次世界大戦により焼失。現在の社殿は1978年（昭和53年）に再建されたものである。また、境内にある富士塚は「しながわ百景」に指定されている。

## 御祭神
- 日本武尊、高龗神、大國主神、倉稲魂命、天兒家根命、菅丞相〈菅原道真〉、手力雄命、淀姫命、大山咋命[2]

## 境内社
- 厳島神社 - 元は神社傍の名主の家に祀られていた屋敷神。江戸後期の作で彩色を施されたもの。品川区指定有形文化財に指定されている。

## アクセス
- 山手線・りんかい線 大崎駅より徒歩約5分（経路案内）（駅西口。居木橋と反対方向になる）
- 拝観は無料。